# Mellakou
Mellakou est une commune de la wilaya de Tiaret en Algérie.

## Histoire

### Époque coloniale française
Créée en 1888 d'abord comme un centre de colonisation dans le département d'Oran, arrondissement de Tiaret sous le nom de Palat, elle doit ce nom à un officier de l'Armée d'Afrique, Justin Marcel Palat (1856-1886), tué dans le Sahara, aussi explorateur et écrivain sous le pseudo Marcel Fresnay.